# Cryptochetum grandicorne
Cryptochetum grandicorne är en tvåvingeart som beskrevs av Camillo Rondani 1875. Cryptochetum grandicorne ingår i släktet Cryptochetum och familjen Cryptochetidae. Inga underarter finns listade i Catalogue of Life.